# Peristeri
Peristeri (řecky Περιστέρι) je obec v Řecku, která je součástí athénské aglomerace. Leží na řece Kifisos 5 km severozápadně od Akropole v nadmořské výšce 50 metrů. Peristeri má rozlohu 10 km² a žije v něm 140 000 obyvatel; je sedmým největším sídlem v Řecku.

## Historie
Peristeri se nachází na místě starověkého města Leukonoe. Název Peristeri znamená v řečtině „holubice“. Ve dvacátých letech 20. století se zde usadilo množství uprchlíků z Malé Asie. V roce 1934 získalo Peristeri samosprávu. Peristeri je převážně průmyslovým předměstím Athén.

## Doprava
Předměstím prochází hlavní silniční tahy spojující Athény se Soluní a Patrami. Nachází se zde autobusové nádraží Kifisos KTEL. Spojení s centrem zajišťuje také Linka 2 athénského metra.

## Sport
Nachází se zde fotbalový Stadion Peristeri pro 10 500 diváků, kde hraje domácí zápasy prvoligový klub Atromitos Athény. Sportovní hala Andrease Papandrea je sídlem basketbalového klubu Peristeri BC. Při Letních olympijských hrách 2004 se v Peristeri konaly soutěže boxerů.

## Partnerská města
- Ruse, Bulharsko